# Barátok közt (19. évad)
A Barátok közt 19. évadát 2016. július 18-tól 2017. július 14-ig vetítette az RTL Klub.
 2017-ben teljesen megújult a sorozat főcíme. 

## Az évad szereplői
- Asztalos Kristóf (Hajnal János)
- Asztalos Frédi (Incze József) (2017. januártól)
- Asztalos Sári (Kovács Dézi) (2017. januártól)
- Bartha Krisztián (Seprenyi László)
- Bartha Zsolt (Rékasi Károly) (2017. decembertől)
- Berényi Attila (Domokos László)
- Berényi Bandi (Bereczki Gergő) (2017. márciustól)
- Berényi Ágnes (Gubík Ági) (2017. októberig, december)
- Berényi Júlia (Mérai Katalin)
- Berényi Miklós (Szőke Zoltán)
- Bokros Ádám (Solti Ádám)
- Dr. Balogh Nóra (Varga Izabella)
- Dr. Mórocz Emília (Sztárek Andrea)
- Dr. Petrik Gedeon (Gáspár András)
- Fábián Anett (Varga Szilvia) (2017. szeptember–december)
- Fekete Alíz (Nagy Alexandra)
- Fekete Luca (Koller Virág)
- Gál Irma (Borbáth Ottília)
- Hárs Félix (Lux Ádám) (2017. júliustól)
- Holman Hanna (Nyári Diána)
- Huszti Ábel (Rancsó Dezső) (2017. május–december)
- Huszti Laura (Kovács Vanessza Anna) (2017. október–december)
- Huszti Mirkó (Vitó Zsombor) (2017. október–december)
- Illés Máté (Puha Kristóf)
- Illés Péter (Kiss Péter Balázs)
- Jakab Roland (Kurkó J. Kristóf)
- Kertész Bözsi (Szilágyi Zsuzsa)
- Kertész Vilmos (Várkonyi András)
- Kővári Natasa (Mezei Léda)
- Leitold Piros (Fazakas Júlia)
- Markovics Milán (Venczli Alex)
- Mayer Ottó (Pribelszki Norbert)
- Mayer Judit (Závodszky Noémi) (2017. májustól)
- Molnár Katalin (Papp Györgyi) (2017. júniustól)
- Molnár Stella (Draskóczy Bora)
- Nagy Tóbiás (Józan László)
- Novák Gizella (Gyebnár Csekka)
- Novák László (Tihanyi-Tóth Csaba)
- Oravecz Nikol (Csomor Ágnes)
- Pécsi Margó (Antal Olga)
- Sallai Levente (Tóth Richárd)
- Schneider Ludwig (Zubornyák Zoltán) (2017. februárig, június–szeptember)
- Sepsi Arnold (Bácsatyai Gergely) (2017. június–július)
- Szentmihályi Bence (Szivák Bence) (2017. júniusig)
- Szentmihályi Zsófia (Lékai-Kiss Ramóna) (2017. júniusig)
- Szörényi Pál (Gyurity István)
- Takács Liza (Podlovics Laura) (2017. októberig)
- Török Norbert (2017. július-augusztus)
- Veintraub Barna (Tóth Olivér) (2017. november–december)
- Veintraub Gigi (Görgényi Fruzsina)
- Vida Rudi (Csórics Balázs)

## Az évad befejező része
- Sikerül-e Attilának, Júliának és Ágnesnek áthelyezni Ludwig holttestét?
- Emíliát egy rég nem látott ismerős lepi meg.
- Veintraub Barna foglyul ejti Tóbiást.